# Anatomisches Theater der Tierarzneischule

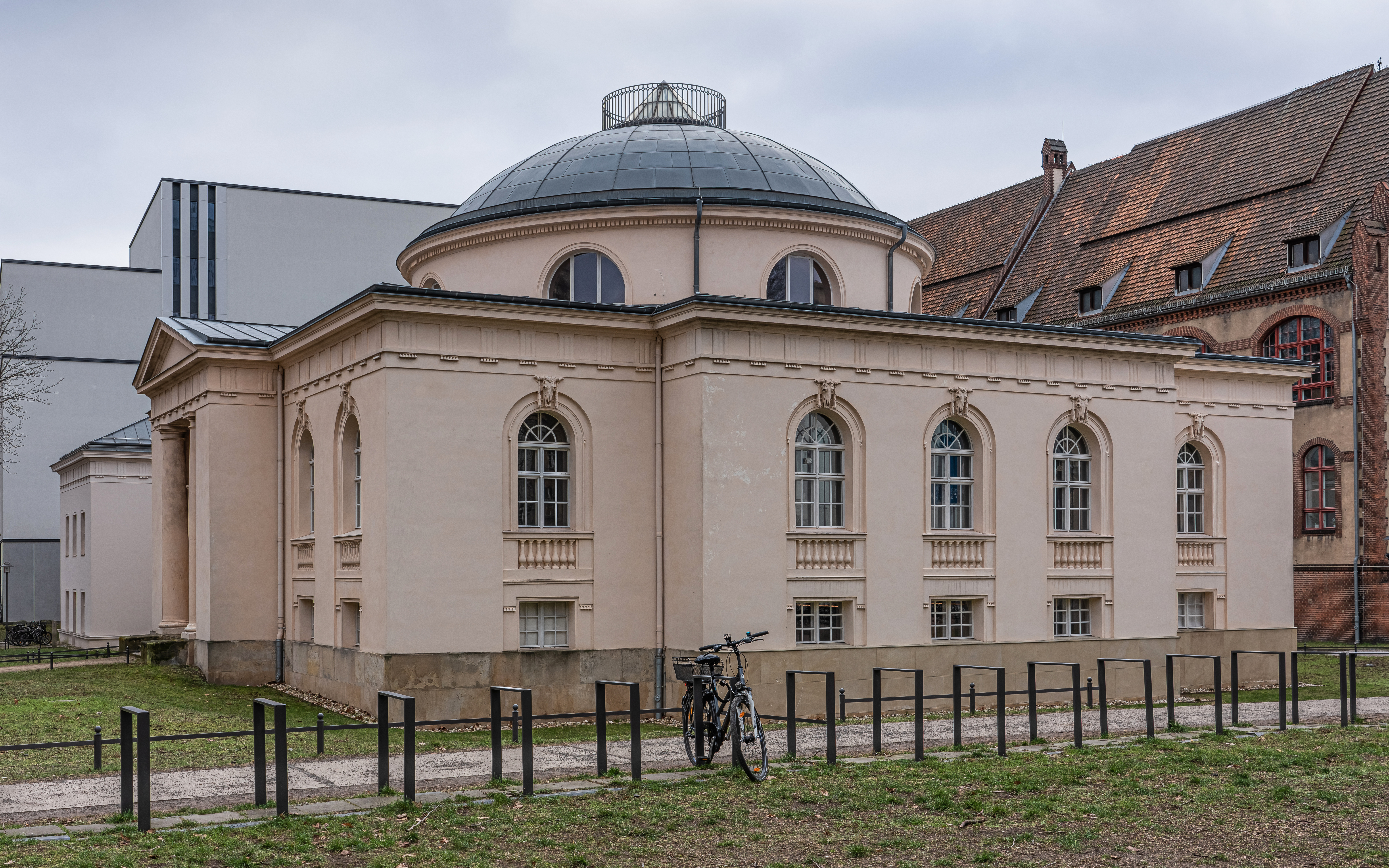
Das Anatomische Theater 2024

Das Anatomische Theater der Tierarzneischule (offizielle Bezeichnung: Tieranatomisches Theater der Humboldt-Universität zu Berlin) ist ein denkmalgeschütztes Gebäude auf dem Gelände der früheren Königlichen Tierarzneischule bzw. Tierärztlichen Hochschule östlich der Luisenstraße im historischen Berliner Stadtquartier der Friedrich-Wilhelm-Stadt. Es ist das älteste noch erhaltene akademische Lehrgebäude Berlins. Nach einer umfangreichen Sanierung wird es seit 2012 durch das Hermann von Helmholtz-Zentrum für Kulturtechnik als Ausstellungsraum und für Veranstaltungen genutzt.

## Geschichte

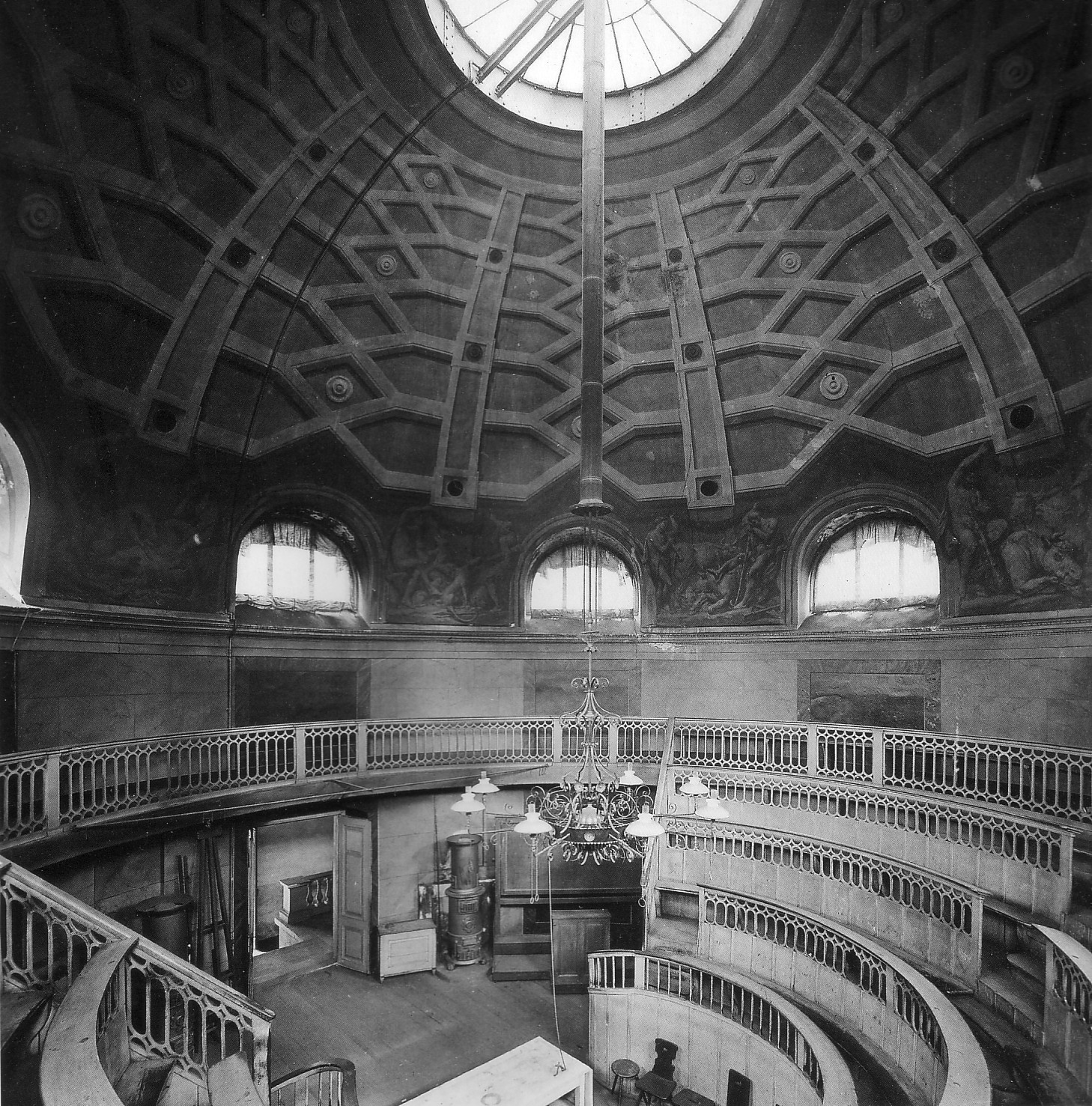
Innenansicht 1909

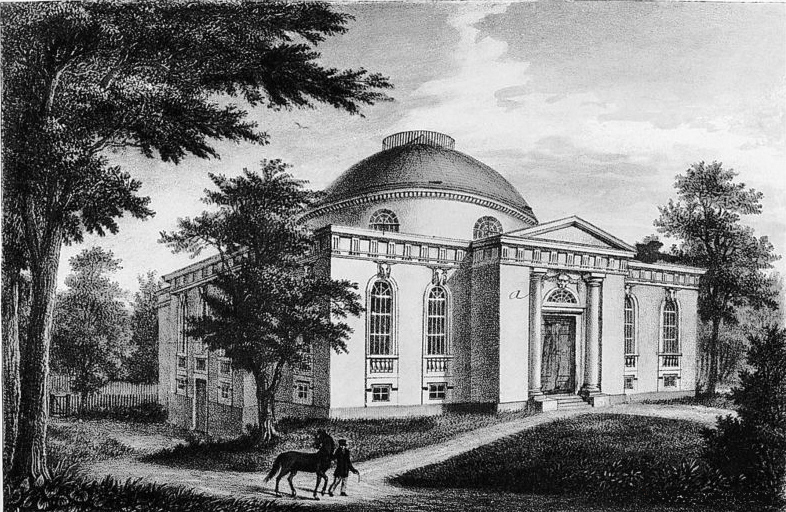
Anatomisches Theater der Tierarzneischule – etwa 1800

Auf Anregung von Friedrich II. erstellte 1768 dessen oberster Militärarzt Christian Andreas Cothenius das Konzept einer Tierarzneischule („Gedanken und Vorschläge zu einer aufzurichtenden Vieh-Artzeney-Schule oder Ecole veterinaire“), das jedoch zunächst aus finanziellen Gründen nicht umgesetzt werden konnte.
König Friedrich Wilhelm II. verfügte 1787, in Berlin eine solche Anstalt einzurichten, weil „der Schaden, der aus Mangel an guten Ross- und Viehärzten entstanden, für das Land und die Cavallerie von allertraurigsten Folgen“ sei. Der barocke „Reußsche Garten“ an der damaligen Stadtgrenze wurde samt Lustgarten und Wasserspielen erworben. Das frühklassizistische Gebäude für die neu gegründete Einrichtung wurde 1789/90 von Carl Gotthard Langhans in Anlehnung an Palladios Rotonda erbaut. Dabei verwendete er für den Kuppelbau erstmals eine später von David Gilly publizierte Bohlenbinderkonstruktion. Durch die glasgedeckte Öffnung der Kuppel drang ausreichend Tageslicht. Der Maler Christian Bernhard Rode schmückte die Wände zwischen den Fenstern an der Kuppelbasis mit Darstellungen von Landleuten und Tieren in Grisaille-Malerei. Der Seziertisch mit dem Tierkadaver konnte durch eine Bodenöffnung nach oben transportiert werden. Am 1. Juli 1790 begann der Lehrbetrieb.
Die Tierarzneischule wurde 1839–1840 unter ihrem Direktor Johann Christoph Albers mit einem ebenfalls noch erhaltenen spätklassizistischen dreigeschossigen Gebäude bei zunehmendem Lehrbetrieb erweitert. Bibliothek und Schausammlung zogen in das neue Hauptgebäude an der Luisenstraße 55 um.
1874 erhielt das anatomische Theater einen Anbau (Gerlach-Bau) für Obduktionen und zur Durchführung pathologischer Studien.
1887 wurde die Tierarzneischule zur Tierärztlichen Hochschule (TiHo) erhoben. 1920 zog die Nahrungsmittelkunde in das leerstehende Gebäude ein, die Eckräume wurden in Labore umgewandelt und in der Rotunde entstand eine neue Schausammlung. 1934 ordnete man die TiHo wie die Landwirtschaftliche Hochschule in die Berliner Universität ein und gründete 1937 eine eigene Veterinärmedizinische Fakultät. In diesen Jahren entstand noch eine Schlachthalle. Das Tieranatomische Theater gehörte ab 1949 zur Humboldt-Universität, ab 1969 dabei zur Sektion Tierproduktion und Veterinärmedizin und ab 1990 wieder zur eigenen Veterinärmedizinischen Fakultät – hier fanden in diesen Jahren Vorlesungen und andere Veranstaltungen statt. 2005–2012 erfolgte eine Sanierung und Restaurierung.

## Sanierung
2005 begann unter der Leitung von Müller Reimann Architekten am Anatomischen Theater mit Unterstützung der Deutschen Stiftung Denkmalschutz und der Hermann Reemtsma Stiftung die Restaurierung der historischen Fassaden. Die Bohlenbinderkuppel wurde 2007 für die Auszeichnung als Historisches Wahrzeichen der Ingenieurbaukunst in Deutschland nominiert. Am 15. Oktober 2012 wurde das Tieranatomische Theater nach siebenjähriger Bauzeit feierlich wiedereröffnet.

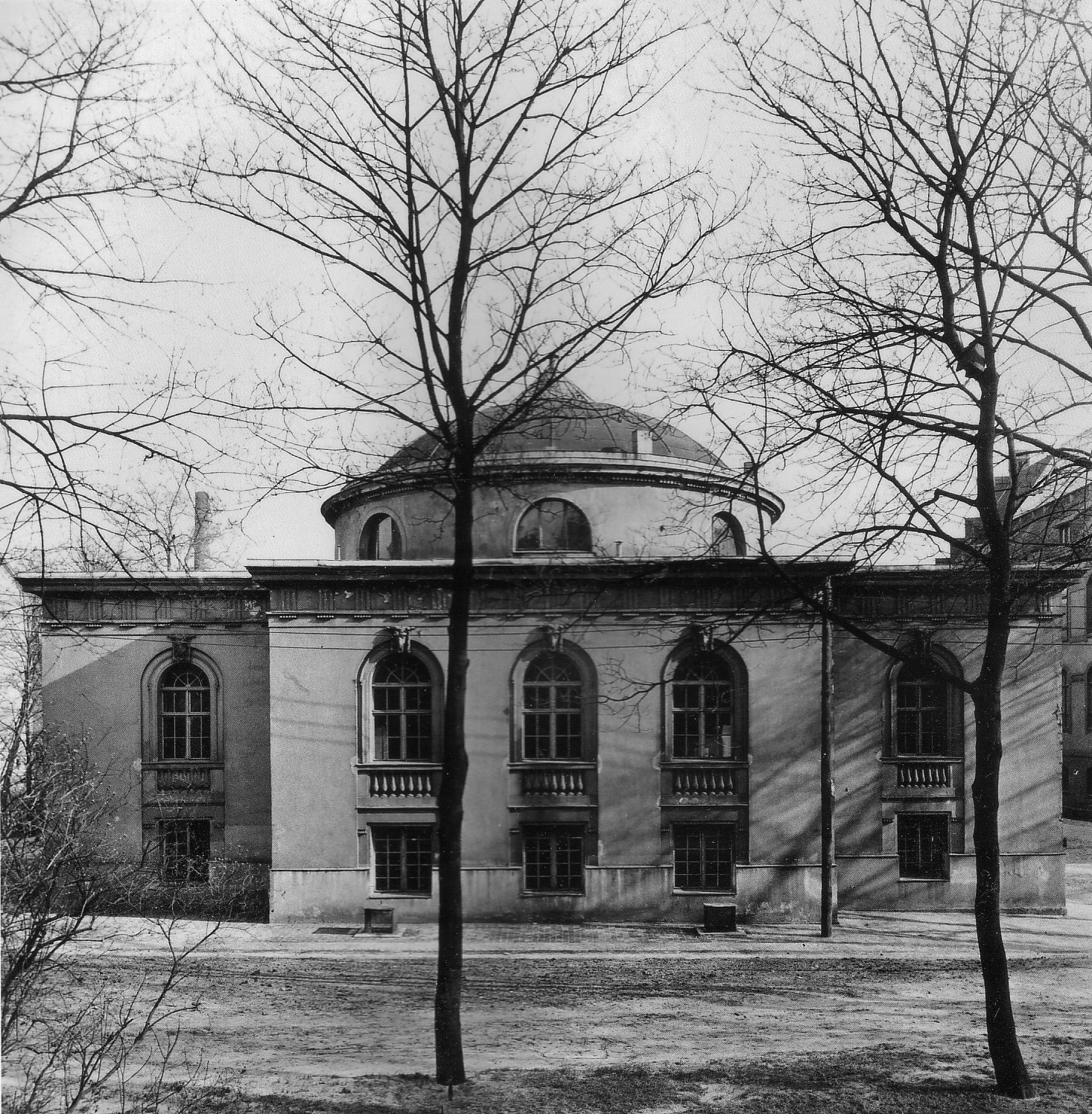
Außenansicht, Rückseite, 1909
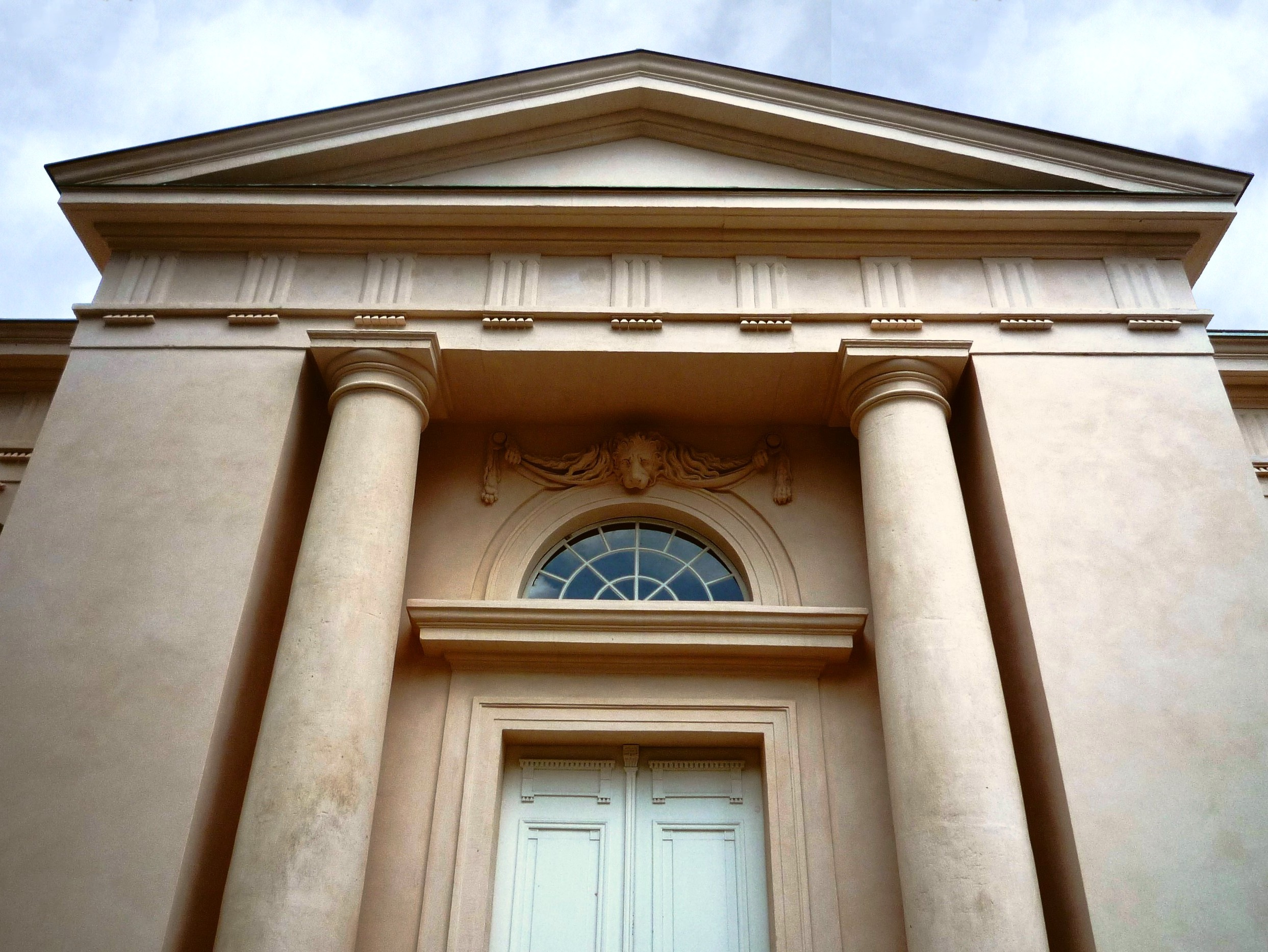
Haupteingang, Teilansicht, 2010
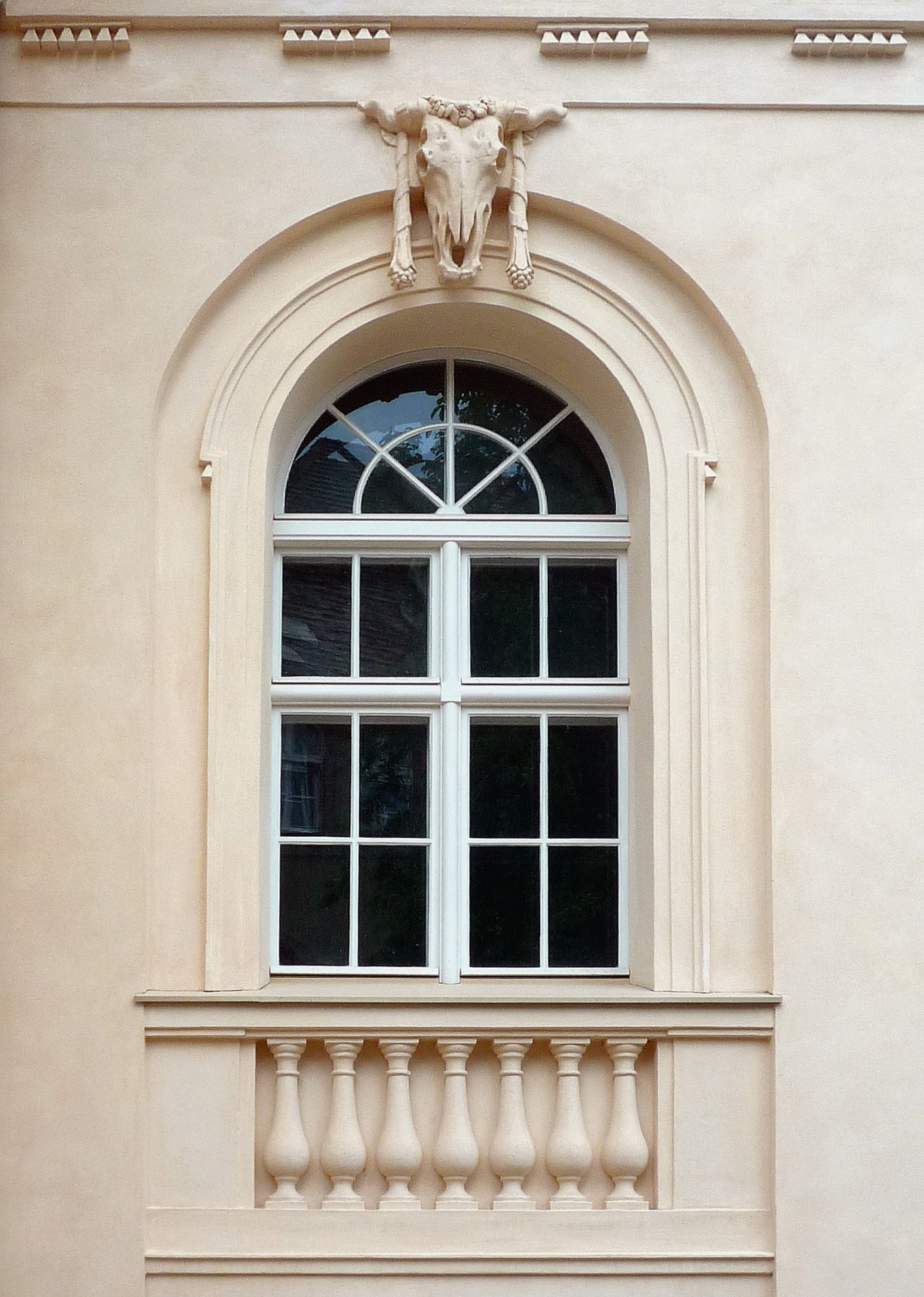
Details der Fassade, 2010
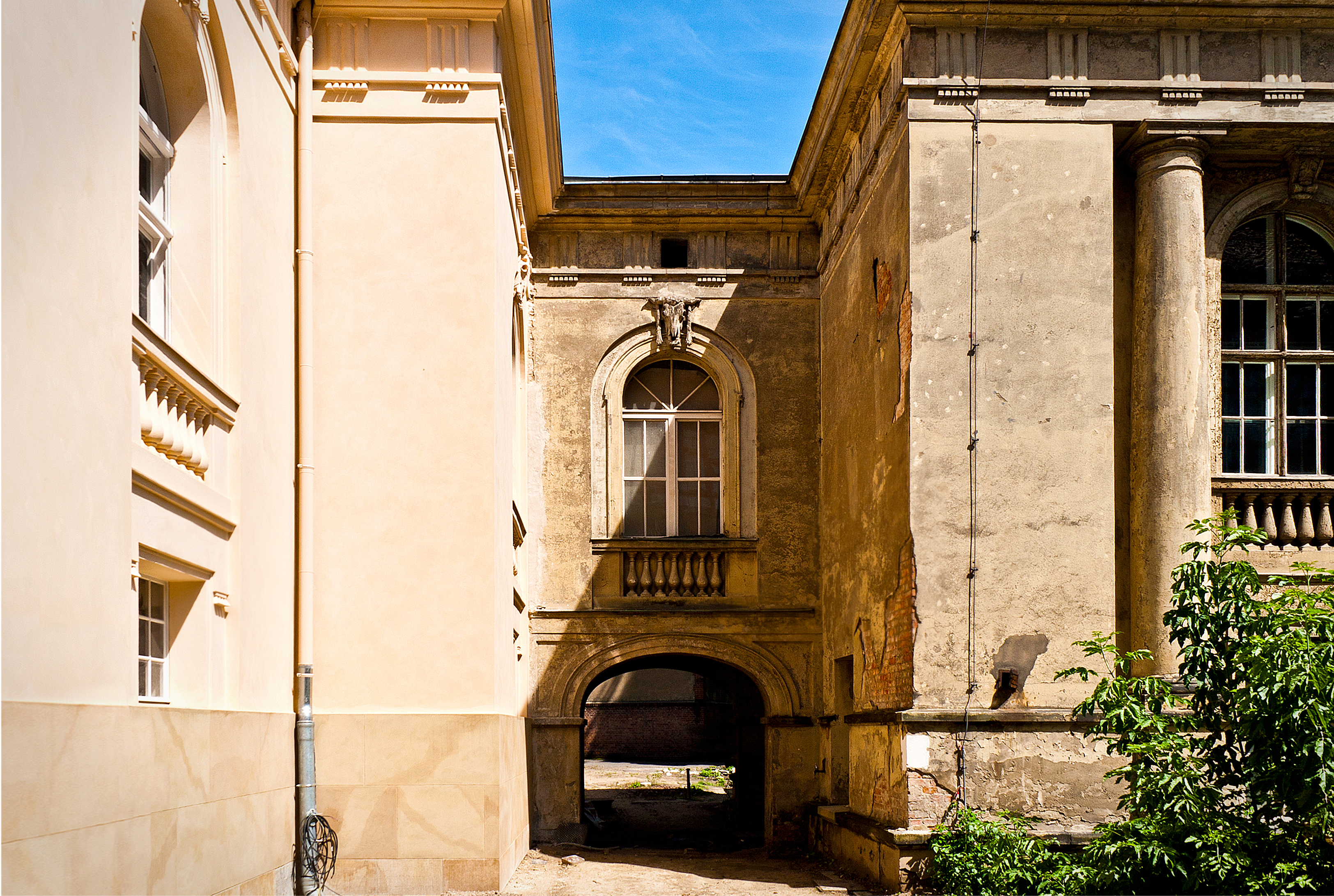
Vor und nach der Sanierung 2012
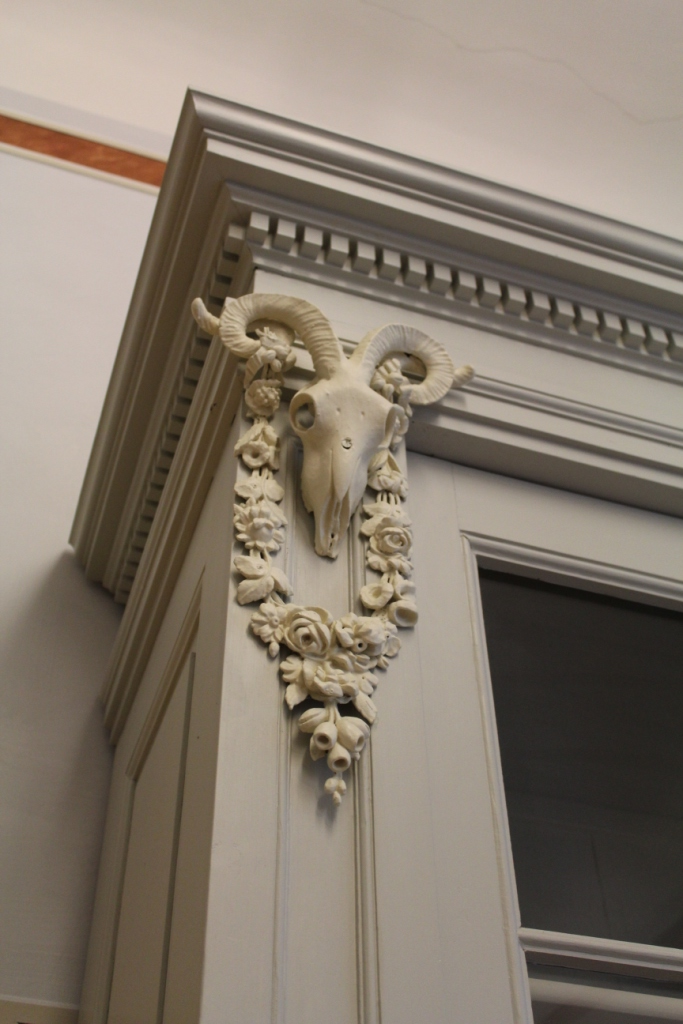
Schrankverzierungen in der Bibliothek
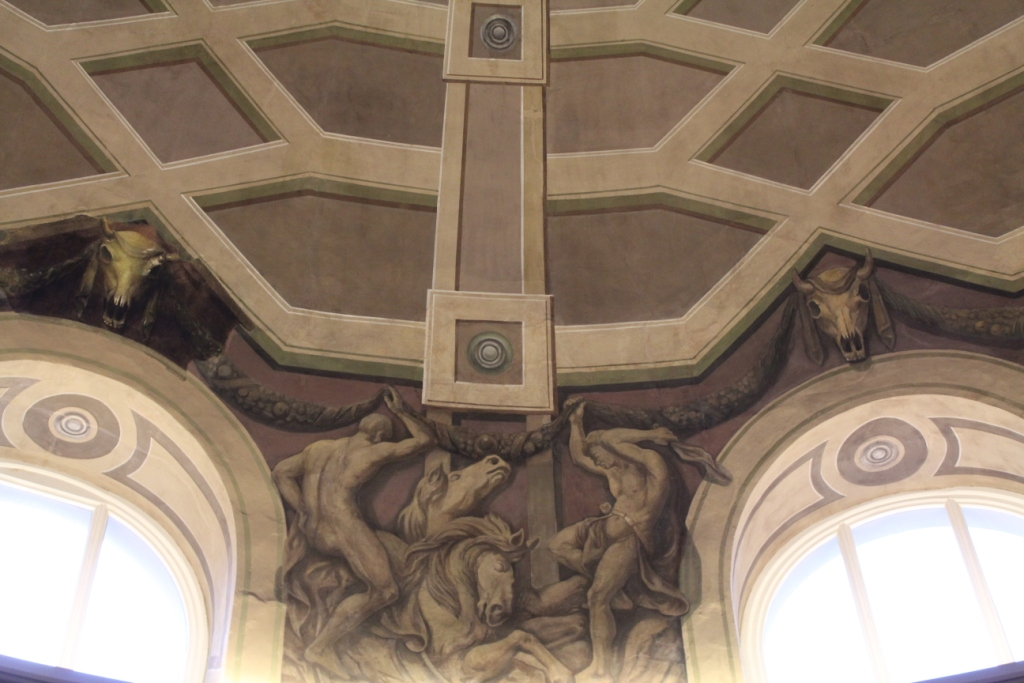
Originalschädel (links) und restauriertes Gemälde (rechts)

## Heutige Nutzung

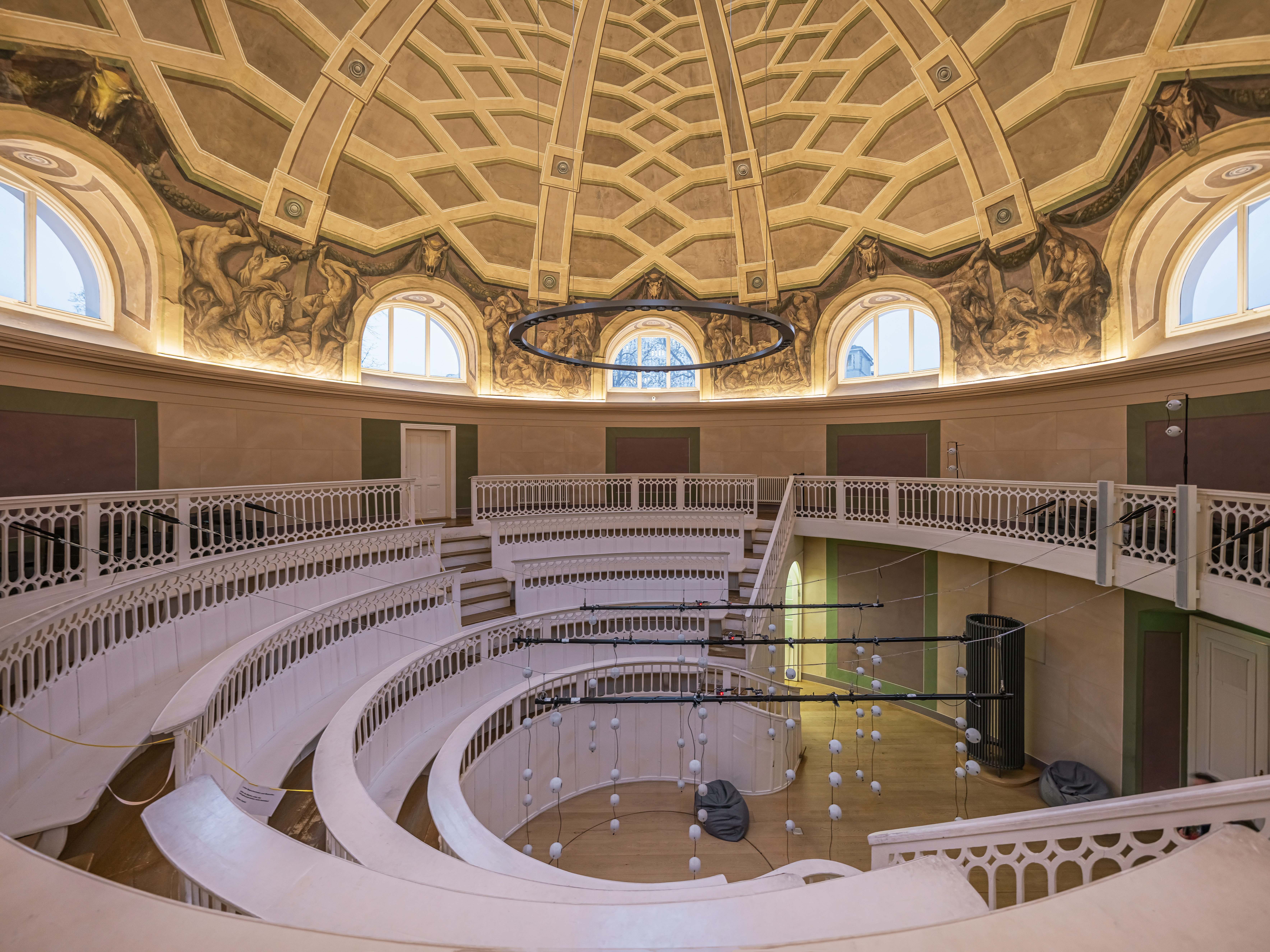
Hörsaal des Hauptgebäudes, 2024

Als Labor für forschende Ausstellungspraxis bietet das Tieranatomische Theater heute Raum für Ausstellungen im Dialog von Wissenschaft und Gestaltung. Das Ziel ist die Schaffung und praktische Erprobung von Schnittstellen zwischen der universitären Museologie und Wissenschaftsforschung, den Museen sowie der experimentellen Ausstellungspraxis. Im Zentrum des Profils stehen zeitgenössische Themenausstellungen, installative und performative Projekte, die neues Wissen über ihre Gegenstände vermitteln und Ausstellungen zugleich als Wissensanordnungen reflektieren.

## Träger
Das Tieranatomische Theater wird seit 2012 vom Hermann von Helmholtz-Zentrum (ZfK), einem Zentralinstitut der Humboldt-Universität zu Berlin (HU) betrieben, das seit 2019 seinen Sitz in den Erweiterungsbauten des Tieranatomischen Theaters hat. Geschäftsführender Direktor des Instituts ist seit 2012 Wolfgang Schäffner. Am ZfK werden systematisch die Wechselwirkungen zwischen wissenschaftlichen oder kulturellen Umbrüchen und technischen Neuerungen erforscht. Disziplinäres Wissen über materielle Objekte wird dort mit interdisziplinären Strategien zu historischen, aktuellen und zukünftigen Problemstellungen vernetzt.
Die verschiedenen Bereiche und Infrastrukturen des ZfK bündeln Aktivitäten der Forschung zu materieller Kultur, zu Sammlungen und Objekten. Dazu gehören die Sammlungskoordination der Humboldt-Universität zu Berlin, die Koordinierungsstelle für wissenschaftliche Universitätssammlungen in Deutschland, das Technische Bild, das Lautarchiv und die Kunstsammlung der HU und die forschende Ausstellungspraxis im Tieranatomischen Theaters (kuratorische Leitung Felix Sattler) und das Humboldt Labor im Humboldt Forum.

## Weblinks

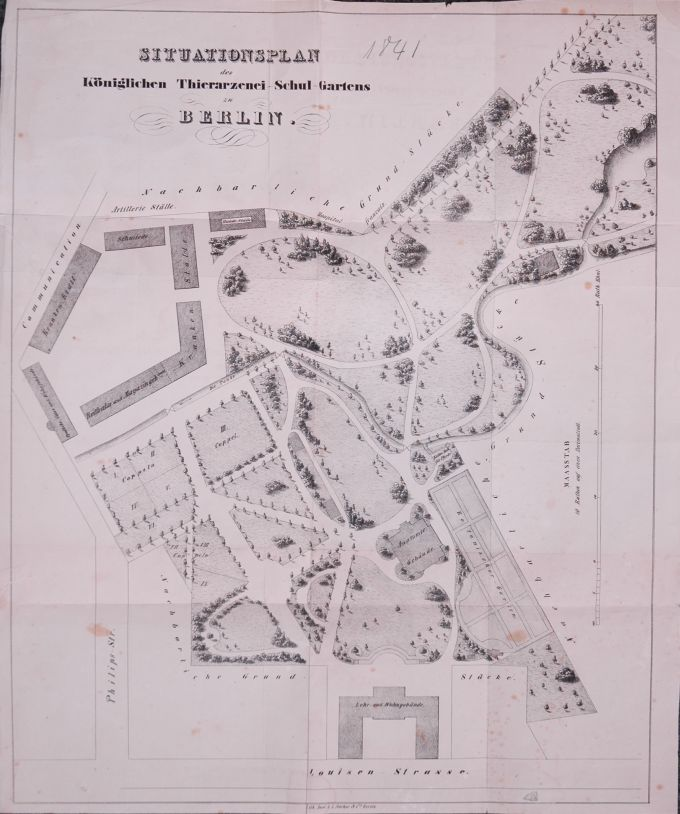
Campus um 1841